# Giorgia Speciale
Giorgia Speciale (Ancona, 2 febbraio 2000) è una velista italiana.
Dopo essere cresciuta presso il circolo velico SEF Stamura di Ancona, dove ha iniziato a veleggiare all'età di 9 anni e fatto la sua prima regata all'età di dieci anni. È stata successivamente membro della squadra italiana affiliata al Circolo Canottieri Aniene di Roma. È medaglia d'oro ai Giochi Olimpici della Gioventù nella specialità Techno 293 a Buenos Aires nel 2018.

## Competizioni
Nel 2018 – a Penmarc'h – ha conquistato il suo quinto titolo mondiale juniores consecutivo in sette anni, dal 2012. Dopo questa vittoria, si afferma nella categoria olimpica RS:X.
A soli 18 anni, Giorgia vanta ben sei titoli come campionessa del mondo e altrettanti come campionessa europea. La diciottenne ha preceduto la francese Manon Pianazza, la cui sorella maggiore, Lucie, ha vinto la medaglia di bronzo nello stesso evento ai Giochi Olimpici Giovanili di Nanchino del 2014.
Di lei è stato scritto: "Giorgia Speciale entra nella hall of fame del windsurf giovanile, prima concorrente di sempre a conquistare il podio in tutte e cinque le edizioni dei mondiali Techno 293 a cui ha partecipato. Ha vinto tre medaglie d'oro e due d'argento nelle divisioni under 15 e under 17, un palmarès mai ottenuto da nessuno."
Alla fine del 2018, l'atleta è diventata madrina di Corri sull'acqua, un'associazione che promuove l'Adaptive Windsurf. È volontaria nella lotta contro la disabilità e partecipa a corsi per consentire ai disabili di navigare.
Nel 2019 è stata nominata finalista per il riconoscimento di Velista Italiana dell'Anno.

## Palmarès

### Giochi olimpici giovanili
- III Giochi olimpici giovanili estivi 2018, cat. Techno 293+[1][6]

### Campionati mondiali di vela
- Campionati del mondo, Puerto Sherry 2022, cat. IQFOiL[1]
- Campionati del mondo, Liepaja 2018, cat. Techno 293+[1]
- Campionati del mondo, Penmarch 2018, cat. RS:X[1]
- Campionati del mondo, 2018, cat. RS:X[1][7]
- Campionati del mondo, Sanya 2017, cat. RS:X[1]
- Campionati del mondo, Quiberon 2017, cat. Techno 293+[8]
- Campionati del mondo under 15, Brest 2014, cat. Techno 293[1]
- Campionati del mondo under 15, Sopot 2013, cat. Techno 293[1]
- Campionati del mondo under 15, Medemblik 2012, cat. Techno 293[1]

### Campionati europei di vela
- Campionati europei, Vilamoura 2021, cat. RS:X[1]
- Campionati europei, Sopot 2018, cat. Techno 293+[1]
- Campionati europei, Helsinki 2016, cat. Techno 293
- Campionati europei, Mondello 2015, cat. Techno 293